# Деревообробка

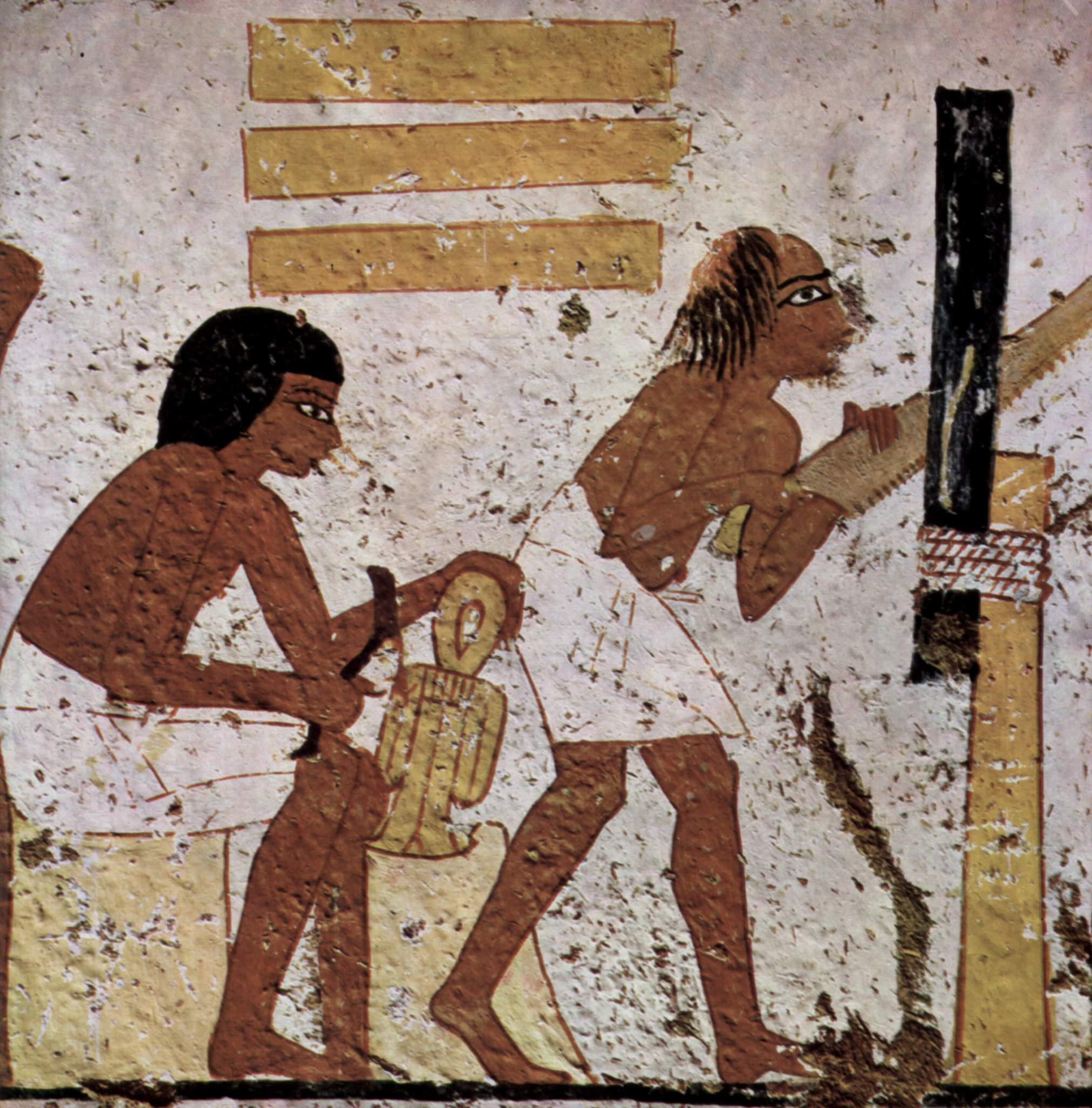
Деревообробка в Стародавньому Єгипті

Деревообробка — технічна дисципліна, суть котрої зводиться до виготовлення виробів із дерева та їх обробки, а також обробки деревини в цілому.

## Історія
На рівні з каменем, глиною та частинами тварин, дерево було одним із перших матеріалів, з котрими працювала давня людина. Аналізи залишків інструментів, які використовували неандертальці, показали, що багато з них використовували дерево. Розвиток цивілізації тісно пов‘язаний великою мірою з розвитком навичок роботи з цим матеріалом.
Серед найдавніших знахідок дерев‘яних інструментів є палиці знайдені поблизу річки Каламбо (Зімбабве), міста Клектон-он-Сі (Англія). Списи з Шенінгену (Німеччина) дають уявлення про перші дерев‘яні знаряддя для полювання. Для різьби використовували кремінь. З часів неоліту різьбленні дерев‘яні знаряддя відомі завдяки колодязям часів культури лінійно-стрічкової кераміки з Цвенкау (Німеччина). В Бронзову Добу з‘явилися труни з оброблених стовбурів дерев з північної Німеччини та Данії і складні стільці. В Німеччині також знайдені дерев‘яні статуетки тварин з Залізної Доби. У Франції знайдені дерев‘яні ідоли Латенської культури.
Єгиптяни та Китайці — це дві стародавні цивілізації, що використовували деревообробку. Деревообробка зображена у багатьох малюнках Стародавнього Єгипту. Значна кількість дерев‘яної фурнітури збереглася у гробницях. Самі внутрішні труни були зроблені з дерева. Єгиптяни використовували мідь для обробки дерева. До виробів з дерева тих часів відносяться: сокири, тесаки, зубила, пили, пристрої для добування вогню (Bow drill). Вироби з дерева, можливо, використовували і для будівництва пірамід. Стародавні єгиптяни винайшли технологію виробництва шпону (дошка завтовшки 0,35-4,0 мм) та лакування, хоча склад їх лаків невідомий. Єгиптяни використовували різні види акацій, а ще місцеві платани і тамариск. Використання Кедрів та Алепської сосни спричинило щезання цих видів з берегів Нілу.
Прабатьком Китайської деревообробки вважаються Лу Бань та його дружина. Лу Бань казав, що необхідно завезти до Китаю рубанок та інші необхідні для цього інструменти. Його вчення були випущені в книзі «Манускрипт Лу Баня», що була видана через 1500 років по його смерті. Значною мірою книга була наповнена інформацією про Фень-Шуй.

## Токарна обробка
Одним із  способів  обробки деревини є токарна обробка.
Токарною обробкою або точінням називається спосіб отримання деталей циліндричної форми різанням. Більшість деталей машин і механізмів є тілами обертання (вали, осі тощо), а також різноманітні художні вироби та вироби повсякденного вжитку (наприклад тарілки, вази, таці тощо) тому точіння є одним з основних способів механічної обробки. При точінні на токарному верстаті заготовка обертається назустріч різцю, який переміщується в горизонтальній площині в подовжньому і поперечному напрямках. Для досягнення високопродуктивних режимів різання необхідно щоб матеріал різального інструменту, стамески, мав велику твердість, зносо- і теплостійкість, малу крихкість і достатню механічну міцність. Матеріалом для виготовлення стамесок служать вуглецеві інструментальні сталі, леговані інструментальні сталі, металокераміка і металокерамічні сплави.
Токарна обробка включає обточування зовнішніх поверхонь різної форми (циліндричних, конічних, фасонних), розточування отворів, підрізання торців і уступів, відрізання і розрізання, нарізання зовнішньої і внутрішньої різьби тощо.
Професії, пов'язані з деревообробкою можна отримати у багатьох навчальних закладах України — починаючи від професійних училищ до університетів та академій.